# Parisiens
Les Parisiennes et Parisiens sont les habitants de Paris et une composante du peuple français. Paris, capitale historique de la France depuis Clovis et Hugues Capet qui en font la capitale du domaine royal, est une ville cosmopolite à l'identité distincte. La culture parisienne s'est construite au fur et à mesure de l'extension de la ville depuis l'île de la Cité, et autour de la répartition géographique des différentes classes sociales. Les quartiers ouest de Paris comme Auteuil, Boulogne et La Muette se distinguent par une population bourgeoise et aristocratique, tandis que l'est de la ville à l'image de La Villette, Place des Fêtes et Olympiades sont plus populaires. D'anciens quartiers historiquement populaires et berceaux de soulèvements révolutionnaires au XVIIIe et XIXe siècles comme La Bastille ou Montmartre sont de nos jours des quartiers gentrifiés. Sainte Geneviève est considérée comme la sainte patronne de la ville. L'importance culturelle et politique était déjà soulignée par François Ier en son temps : « Paris n’est pas une ville, c’est un pays. »
Berceau révolutionnaire avec la prise de la Bastille en 1789, l'insurrection d'août 1792, les Trois Glorieuses de 1830, les insurrections républicaines de 1832 et de 1848, la Commune aux lendemains de la guerre franco-allemande de 1870 et enfin Mai 68, Paris est une ville politiquement ancrée à gauche ce qui lui valut au cours de l'Histoire une certaine défiance de la part du pouvoir politique : la fonction de maire de la ville, supprimée durablement après 1871, ne fut restaurée qu'en 1977. Des figures révolutionnaires romantiques comme Gavroche ont nourri le cliché du titi parisien. Yves Saint-Laurent, Dalida ou encore Charles Aznavour et Zazie sont des personnalités emblématiques parisiennes.
La vie parisienne se distingue par un art de vivre qui lui est propre : vie culturelle structurée autour des grands théâtres que sont la Comédie-Française, le théâtre du Châtelet et les Bouffes du Nord, opéras avec l'opéra Garnier l'opéra Bastille, restaurants et brasseries à l'image du Bouillon Chartier, Les Deux-Magots, le café de la Paix ou encore L'Escargot Montorgueil et La Closerie des Lilas, musées comme Le Louvre, Orsay, le Petit Palais, le centre Pompidou et la Cité des sciences et de l'industrie, et monuments remarquables comme l'Arc de Triomphe, les Grandes Galeries, la tour Eiffel et la cathédrale Notre-Dame.
Ville monde, Paris et ses habitants ont accueilli à sept reprises les expositions universelles et la tour Eiffel fut justement construite à l'occasion de celle de 1889. Cosmopolite, l'immigration est l'une des composantes fortes depuis le XIXe siècle : immigration venue d'Auvergne avec les bougnats, de Bretagne et de Savoie puis dans les années d'après-guerre d'Afrique du Nord et d'Asie du Sud-Est. Considérée comme une véritable « métropole de l'art » par Théophile Gautier, artistes et intellectuels de renom venus de l'étranger y ont vécu une partie de leur vie ou été de passage : les peintres Marc Chagall, Pablo Picasso, le compositeur Jacques Offenbach, les écrivains Adamantinos Koraïs, Julien Green et Ernest Hemingway, les philosophes Ralph Waldo Emerson et Walter Benjamin, la sculptrice Anna Goloubkina les réalisateurs Costa-Gavras et Charlie Chaplin, les hommes politiques Zhou Enlai et Hô Chi Minh et d'autres.

## Ethnonymie
Parisienne et Parisien proviennent du toponyme gaulois Parisii, peuple celte qui s'est implantée de manière permanente sur le site actuel de Paris à partir du IIIe siècle avant l'ère commune. Le gentilé actuel date de 310, date à laquelle la ville prend son nom moderne à la place du toponyme latin Lutèce.

## Anthropologie

### Anthropologie sociale

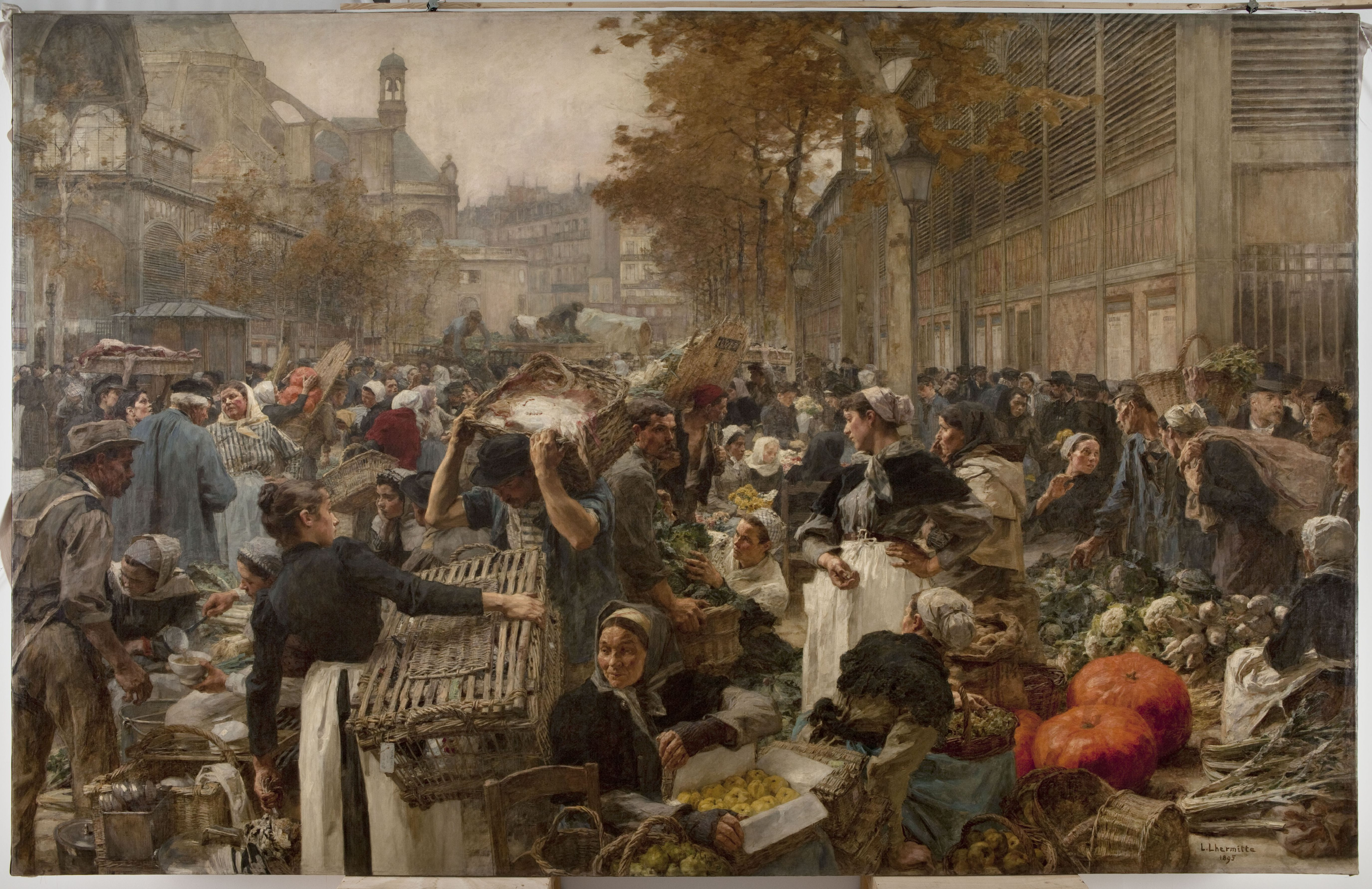
Les Halles, où se trouvait jusqu'aux années 1970 le marché central de Paris.

L'un des aspects essentiels de l'anthropologie de Paris est son histoire en tant que centre d'échanges culturels et de débats intellectuels. Du siècle des Lumières à l'ère moderne, Paris a été une plaque tournante pour les mouvements artistiques et intellectuels, des impressionnistes aux surréalistes, et des existentialistes aux féministes.
La stratification sociale et économique de la ville constitue un autre fait anthropologique déterminant dans la culture locale. Paris a une longue histoire d'inégalités sociales, avec différents quartiers et districts représentant des identités sociales et culturelles distinctes. Des quartiers aisés du XVIe arrondissement aux communautés immigrées du XVIIIe arrondissement, Paris est une ville de contrastes à la population diversifiée, composée de personnes de cultures et de milieux différents, résumée par cet aphorisme d'Honoré de Balzac dont la vie parisienne fut une source profuse d'inspirations : « Paris est un véritable océan. Jetez-y la sonde, vous n’en connaîtrez jamais la profondeur. » La géographie sociale de la ville remonte au Moyen-Âge, où déjà les quartiers de l'Est comme le faubourg Saint-Marcel autour de la Bièvre en opposition au centre avec le Châtelet, le palais du Louvre et l'île de la Cité comme cœur politique et l'ouest plus résidentiel et aisé avec Auteuil et le château de Madrid du bois de Boulogne construit pour François Ier. Les travaux d'urbanisme réalisés par le baron Haussmann ont contribué à ce contraste ouest-est. Les cafés-concerts du boulevard du Temple et du quartier de Charonne (comme La Flèche d'or) sont emblématiques du nord-est parisien.
Un autre contraste marquant est l'opposition entre les deux rives de Paris. La Rive Gauche est vue comme le centre intellectuel de la ville avec La Sorbonne, l'Institut catholique de Paris et la Bibliothèque François MItterrand, ses cafés littéraires à Montparnasse et Saint-Germain à l'instar du Lipp, la Closerie des Lilas, La Rotonde ou encore Au chien qui fume et La Coupole. La Rive droite est a contrario plus bourgeoise avec le Triangle d'Or du VIIIe arrondissement qui concentre les plus grandes boutiques du luxe : Chanel, Balenciaga, Bulgari, Dior et Louis Vuitton en sont l'archétypes. Les plus grands hôtels parisiens se situent sur la Rive droite comme Le Crillon et Le Meurice à la Place de la Concorde, le George V à proximité des Champs-Élysées ou encore Le Bristol dans le Faubourg Saint-Honoré. La plupart des ambassades sont installées sur la rive droite comme celle des États-Unis d'Amérique, du Royaume-Uni et de la fédération de Russie ; l'Organisation de coopération et de développement économiques (OCDE) a en outre son siège au château de La Muette, dans le très chic XVIe arrondissement.

### La Parisienne
« La mode domine les provinciales, mais les Parisiennes dominent la mode. » Jean-Jacques Rousseau
Le stéréotype de la Parisienne se forge au début du XIXe siècle qui voit la mode et le style de vie parisien s'imposer peu à peu comme une référence. Les salons littéraires du XVIIIe siècle puis ceux du Directoire sont animés par des célébrités féminines comme Germaine de Staël et Juliette Récamier. La mode associée à une certaine forme d'élégance teintée de snobisme sont les principaux stéréotypes associées à la femme parisienne. Ce cliché est abondamment repris par les chroniqueurs de la Belle Époque, faisant dire à Théodore de Banville dans Le Génie des Parisiennes (1876) que « les Parisiennes imaginent, achèvent, complètent à chaque instant une œuvre réelle et vivante, car elles se créent elles-mêmes. » À l'occasion de l'Exposition universelle de 1900, une statue de 6,50 mètres de haut est inaugurée par le président Émile Loubet, intitulée La Parisienne. Installée en haut du portail d'entrée de l'Exposition, sa tenue sortie-de-bal bleue contribue à nourrir l'imaginaire collectif autour de la Parisienne.

### Gastronomie

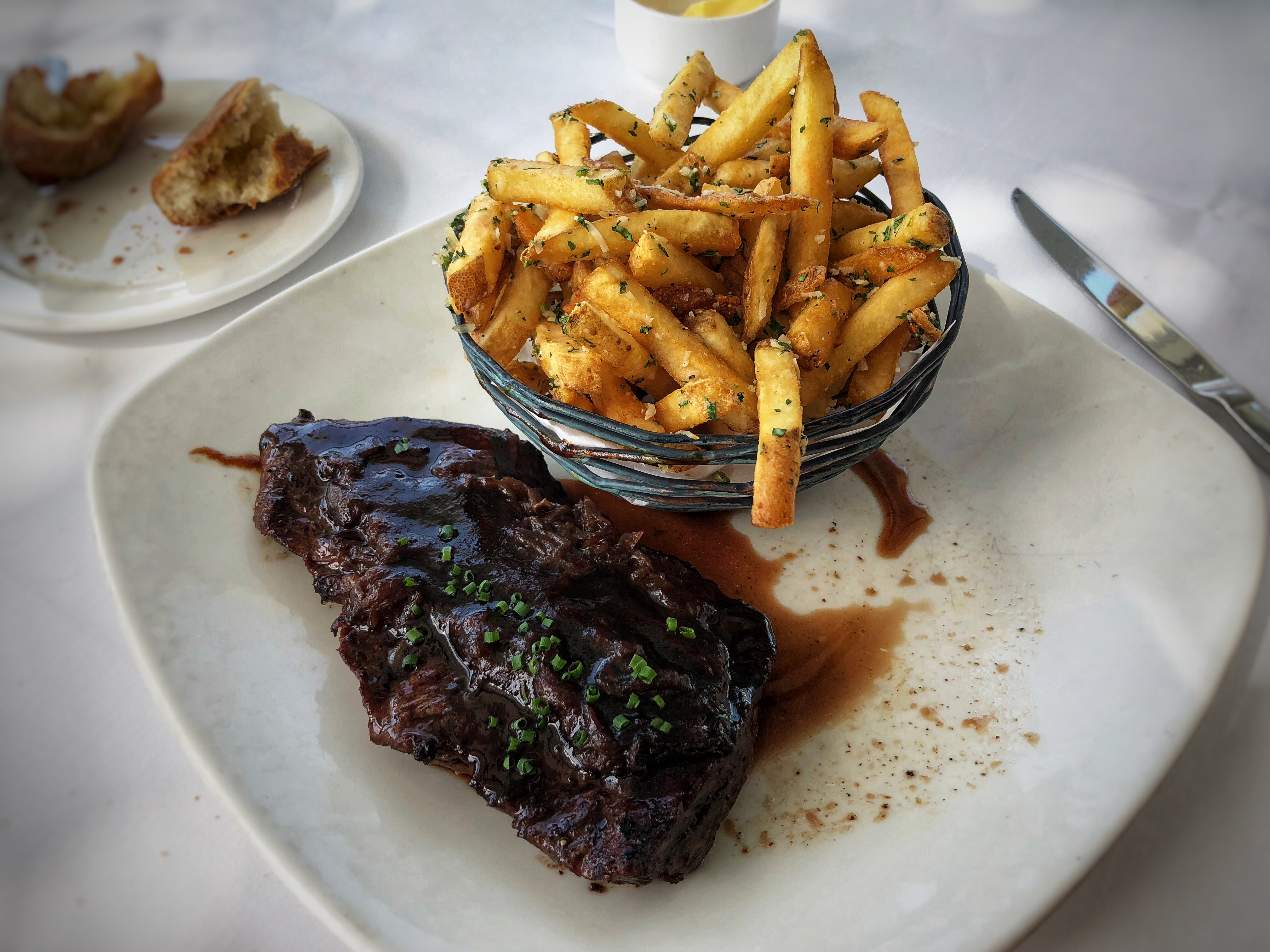
Steak frites emblématique des brasseries parisiennes.

La cuisine parisienne se caractérise par l'importance accordée aux ingrédients frais et de qualité, tels que les fruits, les légumes, les viandes et les fruits de mer. De nombreux plats parisiens privilégient les saveurs naturelles et les techniques de cuisson qui mettent en valeur chaque ingrédient. Situé dans le Ve arrondissement, La Tour d'Argent est le plus ancien restaurant de Paris, fondée en 1582. Non loin, La Bouteille d’Or, existe quant à lui depuis 1631 et fut fréquentée par des personnalités telles que Molière et Voltaire.
L'archétype de la gastronomie parisienne est le croissant, inventée à Vienne au XVIe siècle à l'occasion de l'échec de la prise de Vienne par les Ottomans en 1683, importé à Paris par August Zang en 1839 et perfectionné par les pâtissiers français.
Les bistrots et les brasseries sont d'autres symboles de la ville, aux plats classiques tels que le steak frites, le coq au vin et les escargots, accompagnés ou non de vin.
La cuisine parisienne présente également un large éventail de saveurs internationales, reflétant la diversité de la population de la ville notamment nord-africaine, moyen-orientale, asiatique, etc.

## Personnalités
De nombreuses personnalités originaires de Paris ont contribué à façonner la vie locale ou de façon plus générale les arts français : de manière non exhaustive, l'humaniste Guillaume Budé, inventeur du dépôt légal, les écrivains Madame de la Fayette, Nicolas Boileau, le marquis de Sade ou encore Voltaire, Charles Baudelaire, Jenny Sabatier et Alfred de Musset, les compositeurs François Couperin, Marc-Antoine Charpentier, Charles Gounod et Camille Saint-Saëns, l'historien Jules Michelet, les architectes Jules Hardouin-Mansart et Charles Garnier, les hommes politiques Napoléon III et Félix Faure, les peintres Edgar Degas, Paul Gauguin et Gustave Caillebotte ainsi que la couturière Jeanne Lanvin ; plus contemporain, les mannequins Lily-Rose Depp et Camille Rowe-Pourcheresse, l'actrice britannique Emma Watson, l'acteur Vincent Lacoste, les actrices Catherine Deneuve, Léa Seydoux et Mélanie Laurent, les footballeurs Kylian Mbappé et N'Golo Kanté, le joueur de tennis Gaël Monfils et la femme politique Marlène Schiappa.
Six présidents de la République sont nés à Paris.

## Citations notables
La vie parisienne a donné lieu à une multitude d'aphorismes et citations, marquée à la fois par son romantisme mais aussi par le snobisme réputé de ses habitants.
- « À Paris, il y a des impôts sur tout, on y vend tout, on y fabrique tout, même le succès. » Honoré de Balzac
- « Paris est la grande salle de lecture d’une bibliothèque que traverse la Seine. » Walter Benjamin
- « Paris, point le plus éloigné du paradis, n’en demeure pas moins le seul endroit où il fasse bon désespérer. » Emil Cioran
- « Dieu a inventé le Parisien pour que les étrangers ne puissent rien comprendre aux Français. » Alexandre Dumas
- « L’Angleterre a construit Londres pour son propre usage et la France a construit Paris pour le monde entier » Ralph Waldo Emerson
- « Ne pouvoir se passer de Paris, marque de bêtise ; ne plus l’aimer signe de décadence. » Gustave Flaubert
- « Paris ! Paris outragé ! Paris brisé ! Paris martyrisé ! Mais Paris, libéré ! » Charles de Gaulle
- « Être parisien, ce n’est pas être né à Paris, c’est y renaître. » Sacha Guitry
- « Compte tenu du nombre de bouchons, Paris a bel et bien été mis en bouteille. » Régis Hauser
- « Si vous avez la chance d’avoir vécu jeune homme à Paris, où que vous alliez pour le reste de votre vie, cela ne vous quitte pas, Paris est une fête. » Ernest Hemingway
- « Les femmes de cette ville sont incompréhensibles : quand vient le printemps ou l’automne, elles refusent de porter un habit qui est pourtant encore neuf, sous prétexte qu’elles le portaient déjà l’année précédente, au printemps ou à l’automne. » Ernest Hemingway
- « Sauver Paris, c’est plus que sauver la France, c’est sauver le monde. » Victor Hugo
- « Qui regarde au fond de Paris a le vertige. Rien de plus fantasque, rien de plus tragique, rien de plus superbe. » Victor Hugo
- « Le vrai parisien n’aime pas Paris, mais il ne peut vivre ailleurs. » Alphonse Karr
- « Paris est tout petit pour ceux qui s’aiment d’un aussi grand amour. » Jacques Prévert
- « L’air de Paris est si mauvais que je le fais toujours bouillir avant de le respirer. » Erik Satie